# Суццу (Хоккайдо)

Су́ццу (яп. 寿都町, すっつちょう, МФА: [sutt͡su̥ t͡ɕoː]) — містечко в Японії, в повіті Суццу округу Сірібесі префектури Хоккайдо. Станом на 1 жовтня 2008 року площа містечка становила 95,37 км². Станом на 31 березня 2017 населення містечка становило 3064 осіб.